# 247 (عدد)
247 هو عدد صحيح  طبيعي بين 246 و248

## في الرياضيات

### خصائص
- 247 عدد فردي
- 247 عدد ناقص
- 247 عدد مضلعي (مخمسي-...)